# Tricyphona (Tricyphona) rainieria
Tricyphona (Tricyphona) rainieria is een tweevleugelige uit de familie Pediciidae. De soort komt voor in het Nearctisch gebied.